# 訃報 1976年3月
訃報 1976年3月（ふほう 1976ねん3がつ）では、1976年（昭和51年）3月中に物故した、又は物故が報じられた人物についてまとめる。

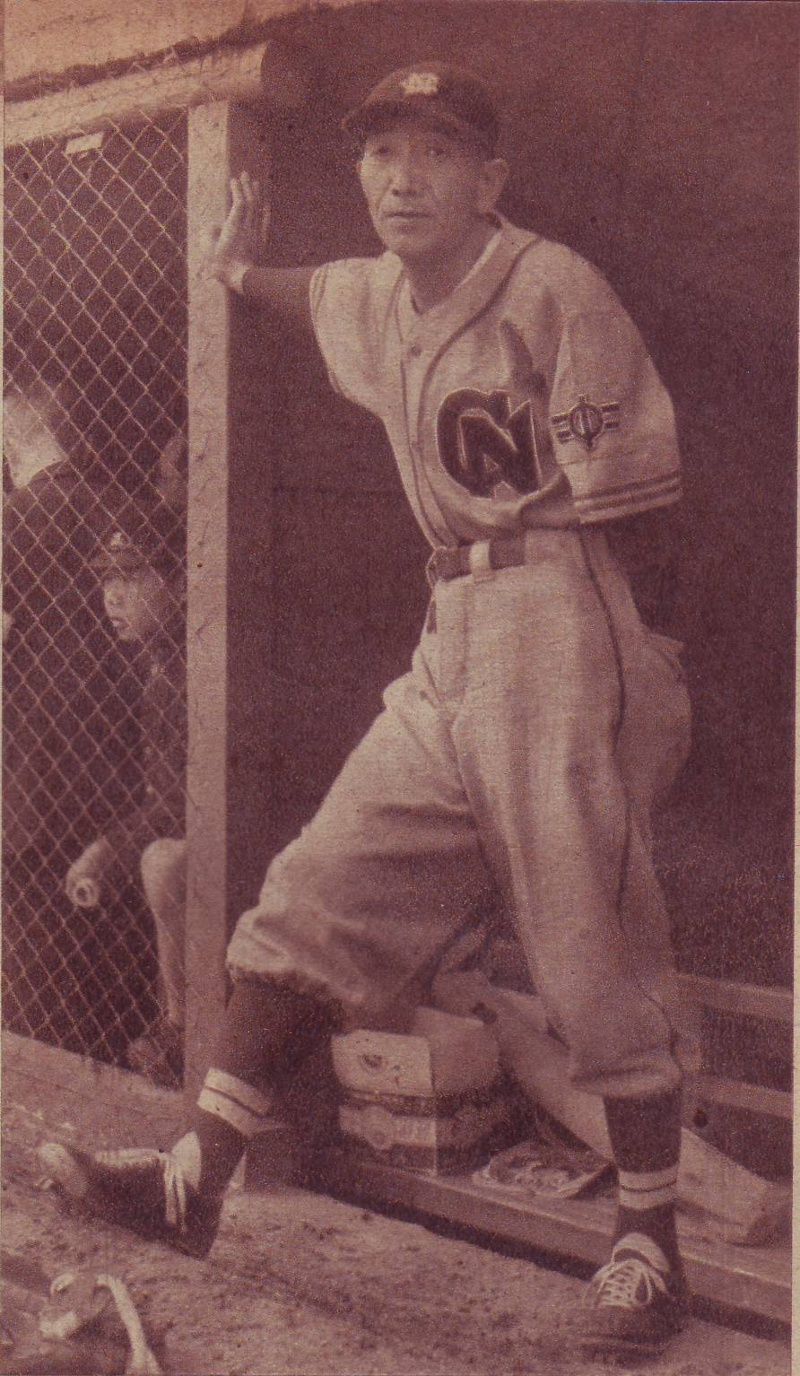
天知俊一 / 3月12日没

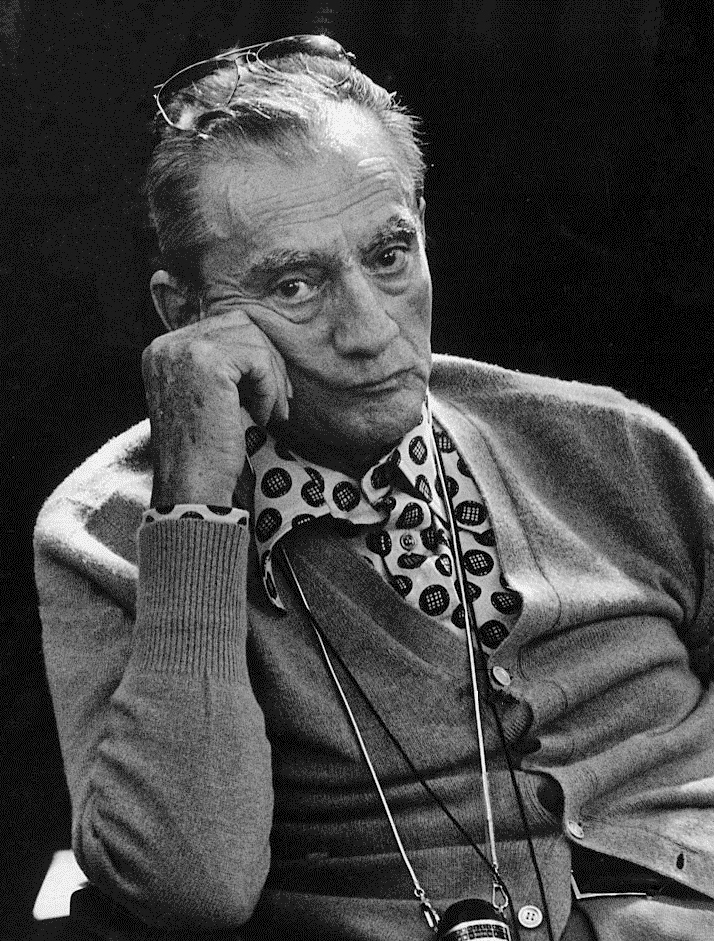
ルキノ・ヴィスコンティ / 3月17日没

## （1日 - 15日）
- 3月1日 - ジャン・マルティノン、指揮者（* 1910年）
- 3月1日 - 天野末治、弁護士・社会運動家（* 1901年）
- 3月1日 - 清水藤太郎、薬学者（* 1886年）
- 3月2日 - 久松潜一、国文学者（* 1894年）
- 3月4日 - ヴァルター・ショットキー、物理学者（* 1886年）
- 3月4日 - 井上吉次郎、ジャーナリスト・社会学者（* 1889年）
- 3月4日 - 岩崎良三、英文学・西洋古典学研究者（* 1908年）
- 3月10日 - マシオ駒、プロレスラー（* 1940年）
- 3月11日 - ゴードン・ドブソン、物理学者・気象学者（* 1889年）
- 3月11日 - 山口左仲、寄生虫学者（* 1894年）
- 3月12日 - 天知俊一、元プロ野球監督（* 1903年）
- 3月13日 - 重宗雄三、政治家・実業家（* 1894年）
- 3月14日 - 原佑、哲学者（* 1916年）
- 3月15日 - 鎌原正巳、作家（* 1905年）

## （16日 - 31日）
- 3月17日 - ルキノ・ヴィスコンティ、映画監督（* 1906年）
- 3月18日 - 堀川芳雄、植物学者（* 1902年）
- 3月20日 - 秋山日出夫、合唱指揮者（* 1905年）
- 3月20日 - 細川ちか子、女優（* 1905年）
- 3月21日 - 神戸瓢介、元落語家・俳優（* 1931年）
- 3月21日 - 久本玄智、作曲家・ピアノ演奏家（* 1903年）
- 3月22日 - 原口忠次郎、土木技術者・官僚・政治家（* 1889年）
- 3月22日 - 山口政信、元プロ野球選手（* 1916年）
- 3月22日 - 藤原義江、オペラ歌手・声楽家（* 1898年）
- 3月23日 - 四賀光子、歌人（* 1885年）
- 3月23日 - 村上知行、中国文学翻訳家・中国評論家（* 1899年）
- 3月23日 - 野口弥太郎、洋画家・日本芸術院会員（* 1899年）
- 3月24日 - E・H・シェパード、画家（* 1879年）
- 3月24日 - バーナード・モントゴメリー、イギリス陸軍の大将（* 1887年）
- 3月24日 - 住吉正、陸軍軍人（* 1893年）
- 3月25日 - ヨゼフ・アルバース、美術家（* 1888年）
- 3月25日 - 吉永時次、内務・警察官僚（* 1892年）
- 3月25日 - 石川興二、経済学者・教育者（* 1892年）
- 3月27日 - 二見利節、洋画家（* 1911年）
- 3月30日 - 柴田兵一郎、貴族院多額納税者議員・衆議院議員（* 1899年）
- 3月30日 - 原田督三、元プロ野球選手（* 1919年）
- 3月31日 - ポール・ストランド、写真家（* 1890年）